# رود وی‌یا
رود وی‌یا (انگلیسی: Vyya) یک رودخانه در استان آرخانگلسک کشور روسیه است.